# Lista de Medicamentos Essenciais da Organização Mundial de Saúde

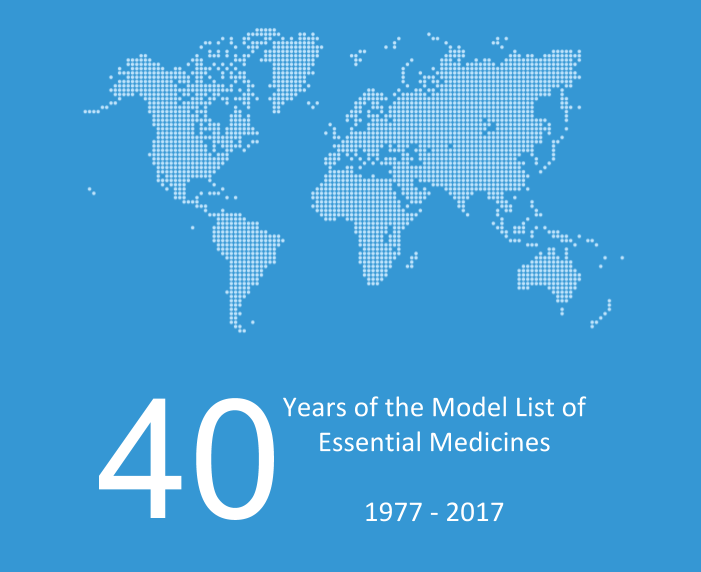
Em 2017 completaram-se 40 anos da Lista de Medicamentos Essenciais da Organização Mundial de Saúde

A Lista de Medicamentos Essenciais da Organização Mundial de Saúde é uma lista publicada pela Organização Mundial de Saúde (OMS) com os medicamentos considerados os mais eficazes e seguros para responder às necessidades de um sistema de saúde. A lista é frequentemente usada por países como apoio à criação das suas próprias listas de medicamentos essenciais. Em 2016, mais de 155 países tinham criado listas nacionais com base na lista modelo da OMS, incluindo tanto países em vias de desenvolvimento como países desenvolvidos.
A lista está dividida em elementos essenciais e elementos complementares. Os elementos essenciais são considerados as opções com melhor relação custo-benefício para os principais problemas de saúde e podem ser usados mesmo em situações onde existem poucos recursos clínicos. Os elementos complementares tanto podem necessitar de infraestruturas adicionais, como formação de profissionais de saúde ou equipamento médico de diagnóstico, como apresentar menor relação custo-benefício. Cerca de 25% dos elementos encontram-se na lista complementar. Alguns medicamentos são considerados tanto essenciais como complementares. Embora a maior parte dos medicamentos da lista esteja disponível como medicamento genérico, o facto de um medicamento estar protegido por uma patente não faz com que seja automaticamente excluído da lista.
A primeira lista foi publicada em 1977 e incluía 212 medicamentos. A OMS atualiza a lista a cada dois anos. A 19ª edição foi publicada em 2015 e contém cerca de 410 medicamentos. Em 2017 foi publicada a 20ª edição. As listas nacionais contêm entre 334 e 580 medicamentos.
Em 2007 foi criada uma lista em separado para crianças até 12 anos de idade, denominada Lista de Medicamentos Essenciais para Crianças (LMEC), encontrando-se à data de 2017 na sua 5ª edição. A sua criação procurou assegurar que as necessidades das crianças, como formulações específicas, eram tidas em conta de forma sistemática. Todos os elementos da lista para crianças fazem também parte da lista principal. Tanto a lista como as notas têm por base as 19ª e 20ª edições da lista principal. Um símbolo α assinala um medicamento que se encontra apenas na lista complementar.

## Anestésicos

### Anestésicos gerais e oxigénio

#### Medicamentos por inalação
- Halotano
- Isoflurano
- Óxido nitroso
- Oxigénio

#### Medicamentos injectáveis
- Cetamina
- Propofol[note 1]

### Anestésicos locais
- Bupivacaína
- Lidocaína
- Lidocaína/epinefrina
- Efedrinaα (não é um anestésico local, estando incluído na lista para prevenção da baixa pressão arterial associada à anestesia espinhal durante uma cesariana)

### Medicação pré-operatória e sedação para intervenções a curto prazo
- Atropina
- Midazolam
- Morfina

## Medicação para a dor e cuidados paliativos

### Anti-inflamatórios não esteroides e não opiáceos

Fórmula esquelética da estrutura química da aspirina

- Ácido acetilsalicílico (aspirina)
- Ibuprofeno
- Paracetamol[note 2] (acetaminofeno)

### Analgésicos opioides
- Codeína
- Fentanil
- Morfina[note 3]
- Metadona

### Medicação para outros sintomas comuns em cuidados paliativos
- Amitriptilina
- Ciclizina
- Dexametasona
- Diazepam
- Docusato de sódio
- Fluoxetina
- Haloperidol
- Brometo de butilescopolamina
- Hidrobrometo de escopolamina
- Lactulose
- Loperamida
- Metoclopramida
- Midazolam
- Ondansetrona
- Senósidos

## Antialérgicos e medicamentos para a anafilaxia
- Dexametasona
- Adrenalina (epinefrina)
- Hidrocortisona
- Loratadina[note 4]
- Prednisolona

## Antídotos e outras substâncias usadas em envenenamentos

### Não específicos
- Carvão ativado

### Específicos
- Acetilcisteína
- Atropina
- Gluconato de cálcio
- Azul de metileno
- Naloxona
- Penicilamina
- Azul da prússia
- Nitrito de sódio
- Tiossulfato de sódio
- Deferoxaminaα
- Dimercaprolα
- Fomepizolα
- Edetato de cálcio e sódioα
- Ácido dimercaptossuccínicoα

## Anticonvulsivantes
- Carbamazepina
- Diazepam
- Lamotrigina
- Lorazepam
- Sulfato de magnésio[note 5]
- Midazolam
- Fenobarbital
- Fenitoína
- Ácido valpróico (valproato de sódio)
- Etossuximidaα

## Anti-infeciosos

### Anti-helmínticos

#### Anti-helmínticos intestinais

Modelo esquelético da estrutura química do albendazol

- Albendazol
- Ivermectina
- Levamisol
- Mebendazol
- Niclosamida
- Praziquantel
- Pirantel

#### Medicação contra a filaríase
- Albendazol
- Dietilcarbamazina
- Ivermectina

#### Medicação contra a esquistossomose e outros nematódeos
- Praziquantel
- Triclabendazol
- Oxamniquinaα

### Antibióticos

#### Betalactâmicos
- Amoxicilina
- Amoxicilina/ácido clavulânico (amoxicilina + ácido clavulânico)
- Ampicilina
- Benzilpenicilina benzatina
- Benzilpenicilina
- Cefalexina
- Cefazolina[note 6]
- Cefixima[note 7]
- Cefotaxima[note 8]
- Ceftriaxona[note 9]
- Cloxacilina
- Fenoximetilpenicilina (penicilina V)
- Piperacilina/tazobactama
- Benzilpenicilina procaína[note 10]
- Ceftazidimaα
- Meropenemα
- Aztreonamα
- Imipenem/cilastatinaα[note 11]

#### Outros antibacterianos
- Amicacina
- Azitromicina[note 12]
- Cloranfenicol
- Ciprofloxacina
- Claritromicina[note 13]
- Clindamicina
- Doxiciclina
- Eritromicina
- Gentamicina
- Metronidazol
- Nitrofurantoína
- Espectinomicina
- Trimetoprim/Sulfametoxazol
- Trimetoprim
- Vancomicina

#### Antileprosos
- Clofazimina
- Dapsona
- Rifampicina

#### Antituberculosos
- Etambutol

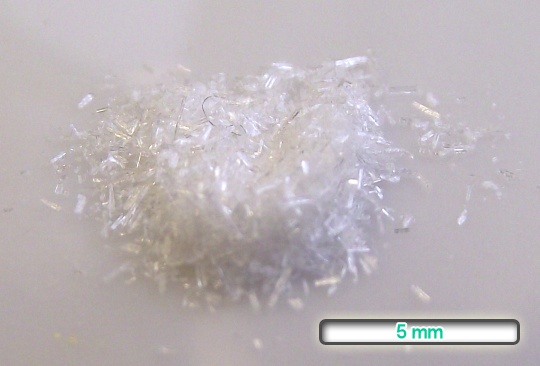
Cristais puros de etambutol

- Associação etambutol/isoniazida (etambutol + isoniazida)
- Associação etambutol/isoniazida/pirazinamida/rifampicina (etambutol + isoniazida + pirazinamida + rifampicina)
- Associação etambutol/isoniazida/rifampicina (etambutol + isoniazida + rifampicina)
- Isoniazida
- Associação isoniazida/pirazinamida/rifampicina (isoniazida + pirazinamida + rifampicina)
- Associação isoniazida/rifampicina (isoniazida + rifampicina)
- Pirazinamida
- Rifabutina[note 14]
- Rifampicina
- Rifapentina [note 15]
- Amicacinaα
- Bedaquilinaα
- Capreomicinaα
- Clofaziminaα
- Cicloserinaα[note 16]
- Delamanidaα
- Etionamidaα[note 17]
- Canamicinaα
- Levofloxacinaα[note 18]
- Linezolidaα
- Moxifloxacina
- Aminossalicilatoα
- Estreptomicinaα

### Antifúngicos
- Anfotericina B
- Clotrimazol
- Fluconazol
- Flucitosina
- Griseofulvina
- Itraconazol
- Nistatina
- Voriconazol
- Iodeto de potássioα

### Antivíricos

#### Medicamentos contra a herpes
- Aciclovir

#### Antirretrovirais

##### Inibidores da transcriptase reversa nucleosídeos/nucleótidos
- Abacavir (ABC)
- Lamivudina (3TC)
- Fumarato de tenofovir desoproxila (TDF)
- Zidovudina (ZDV ou AZT)

##### Inibidores da transcriptase reversa não-nucleosídicos
- Efavirenz (EGV or EFZ)
- Nevirapin (NVP)

##### Inibidores da protease

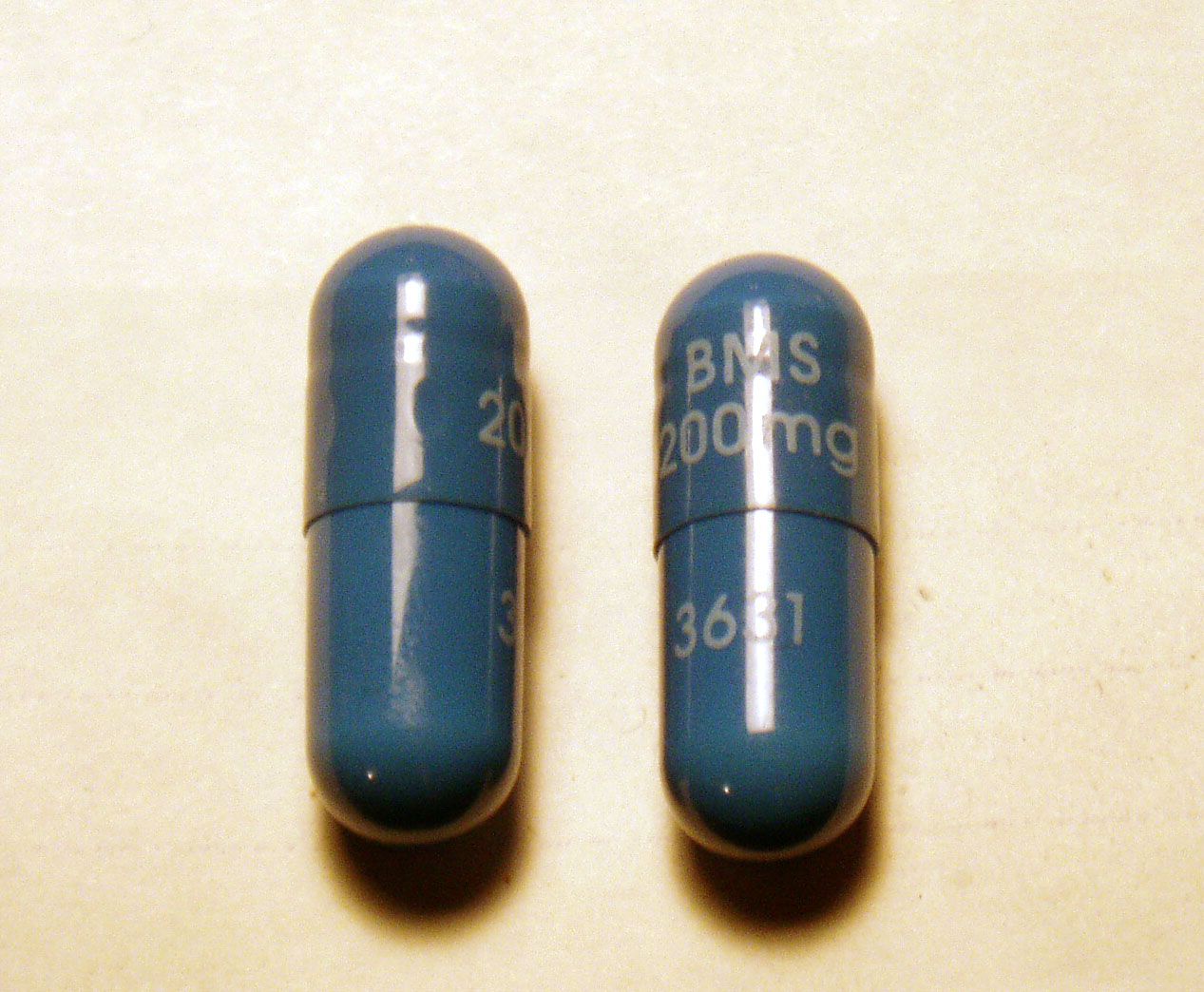
Cápsulas de atazanavir

- Atazanavir
- Atazanavir/ritonavir
- Darunavir
- Lopinavir/ritonavir (LPV/r)
- Ritonavir

##### Inibidores da integrase
- Dolutegravir
- Raltegravir

##### Associações em dose fixa
- Abacavir/lamivudina
- Efavirenz/emtricitabina/tenofovir[note 19]
- Efavirenz/lamivudina/tenofovir
- Tenofovir/emtricitabina[note 19]
- Lamivudina/nevirapina/zidovudina
- Lamivudina/zidovudina

##### Medicamentos para prevenção de infeções oportunistas relacionadas com o VIH
- Isoniazida/piridoxina/sulfametoxazol/trimetoprim

##### Outros antivíricos
- Ribavirina[note 20]
- Valganciclovir
- Oseltamivirα[note 21]

#### Medicamentos contra a hepatite

##### Hepatite B
Inibidores da transcriptase reversa nucleosídeos/nucleótidos
- Entecavir
- Fumarato de tenofovir desoproxila (TDF)

##### Hepatite C
Inibidores da polimerase nucleótidos
- Sofosbuvir

Inibidores da protease
- Simeprevir

Inibidores de NS5A
- Daclatasvir

Inibidores da polimerase não nucleosídeos
- Dasabuvir

Outros antivíricos
- Ribavirina[note 22]
- Interferão peguilado alfa-2a ou Interferão peguilado alfa-2bα[note 23]

Associações de dose fixa
- Ledipasvir/sofosbuvir
- Ombitasvir/paritaprevir/ritonavir
- Sofosbuvir/velpatasvir

### Antiprotozoários

#### Antiamebianos e antigiardiais
- Diloxanida
- Metronidazol

#### Antileishmaniose
- Anfotericina B
- Miltefosina
- Paromomicina
- Estibogluconato de sódio ou antimoniato de meglumina

#### Antimaláricos

##### Para tratamento curativo
- Amodiaquina[note 24]
- Arteméter[note 25]
- Arteméter/lumefantrina[note 26]
- Artesunato[note 27]
- Artesunato/amodiaquina[note 28]
- Artesunato/mefloquina
- Artesunato/pironaridina
- Cloroquina[note 29]
- Dihidroartemisinina/piperaquina
- Doxiciclina[note 30]
- Mefloquina[note 24]
- Primaquina[note 31]
- Quinina[note 32]
- Sulfadoxina/pirimetamina[note 33]

##### Para prevenção
- Cloroquina[note 34]
- Doxiciclina
- Mefloquina
- Proguanil[note 35]

#### Medicamentos contra a pneumocistose e toxoplasmose
- Pirimetamina
- Sulfadiazina
- Sulfametoxazol/trimetoprim
- Pentamidinaα

#### Medicamentos contra a tripanosoma

##### Tripanossomíase africana

###### Estádio 1
- Pentamidina[note 36]
- Suramina sódica[note 37]

###### Estádio 2
- Eflornitina[note 38]
- Melarsoprol
- Nifurtimox[note 39]

##### Tripanossomíase americana
- Benzonidazol
- Nifurtimox

## Antimigranosos

### Doença aguda
- Ácido acetilsalicílico (Aspirina)
- Ibuprofeno
- Paracetamol

### Prevenção
- Propranolol

## Antineoplásicos e imunomoduladores

### Imunossupressores
- Azatioprinaα
- Ciclosporinaα

### Citotóxicos e adjuvantes
- Tretinoínaα
- Alopurinolα
- Asparaginaseα
- Bendamustinaα
- Bleomicinaα
- Folinato de cálcioα
- Capecitabinaα
- Carboplatinaα
- Clorambucilα
- Cisplatinaα
- Ciclofosfamidaα
- Citarabinaα
- Dacarbazinaα
- Actinomicina Dα
- Dasatinibα
- Daunomicinaα
- Docetaxelα
- Doxorrubicinaα
- Etoposidoα
- Filgrastimα
- Fludarabinaα
- Fluorouracilα
- Gemcitabinaα
- Hidroxicarbamidaα
- Ifosfamidaα
- Imatinibα
- Irinotecanoα
- Mercaptopurinaα
- Mesnaα
- Metotrexatoα
- Oxaliplatinaα
- Paclitaxelα
- Procarbazinaα
- Rituximabα
- Tioguaninaα
- Trastuzumabα
- Vimblastinaα
- Vincristinaα
- Vinorelbinaα
- Ácido zoledrónicoα

### Hormonas e anti-hormonas
- Anastrozolα
- Bicalutamidaα
- Dexametasonaα
- Hidrocortisonaα
- Leuprorrelinaα
- Metilprednisolonaα
- Prednisolonaα
- Tamoxifenoα

## Antiparkinsónicos
- Biperideno
- Carbidopa/levodopa (levodopa + carbidopa)

## Medicamentos que afetam o sangue

### Antianémicos
- Sulfato ferroso
- Associação sulfato ferroso/ácido fólico
- Ácido fólico
- Hidroxocobalamina
- Agentes estimulantes da eritropoieseα

### Medicamentos que afetam a coagulação
- Enoxaparina sódica
- Heparina sódica
- Fitomenadiona
- Sulfato de protamina
- Ácido tranexâmico
- Varfarina
- Desmopressinaα

### Outros medicamentos para hemoglobinopatias
- Deferoxaminaα[note 40]
- Hidroxicarbamidaα

## Produtos sanguíneos e substitutos do plasma de origem humana

### Sangue e componentes sanguíneos

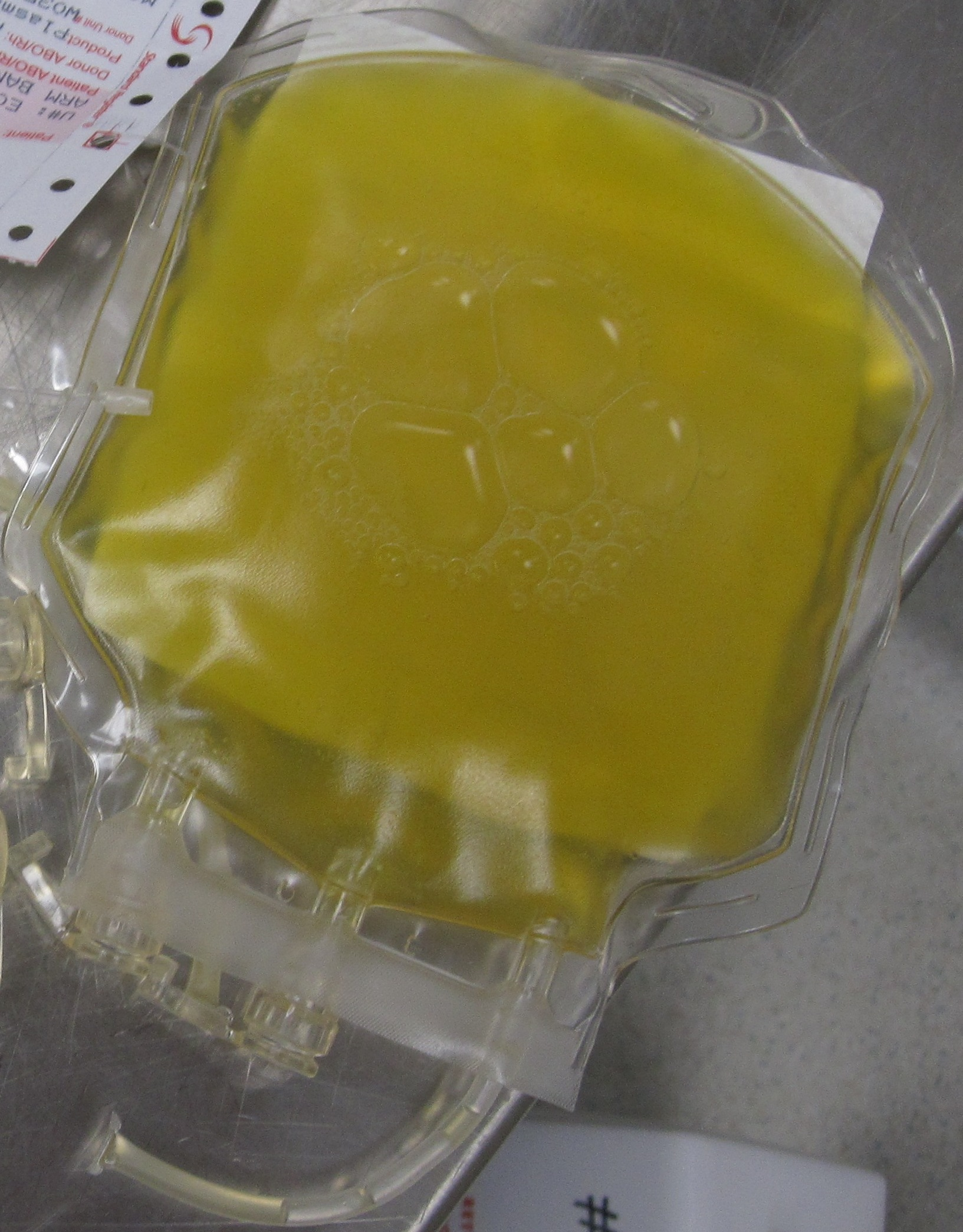
Saco com uma unidade de plasma fresco congelado.

- Plasma fresco congelado
- Concentrado plaquetário
- Concentrado de hemácias
- Sangue total

### Derivados de plasma

#### Imunoglobulinas humanas
- Imunoglobulina anti-D
- Imunoglobulina antirrábica
- Imunoglobulina antitetânica
- Imunoglobulina humana normalα

#### Fatores de coagulação do sangue
- Fator de coagulação VIIIα
- Fator de coagulação IXα

### Substitutos do plasma
- Dextrano 70[note 41]

## Medicamentos cardiovasculares

### Antianginosos
- Bisoprolol[note 42]
- Nitroglicerina
- Isossorbida dinitrato
- Verapamil

### Antiarrítmicos
- Bisoprolol[note 42]
- Digoxina
- Adrenalina
- Lidocaína
- Verapamil
- Amiodaronaα

### Anti-hipertensores
- Amlodipina
- Bisoprolol[note 42]
- Enalapril
- Hidralazina[note 43]
- Hidroclorotiazida
- Metildopa[note 44]
- Losartan
- Nitroprussiato de sódioα

### Medicamentos para insuficiência cardíaca
- Bisoprolol[note 42]
- Digoxina
- Enalapril
- Furosemida
- Hidroclorotiazida
- Losartan
- Espironolactona
- Dopaminaα

### Antitrombóticos

#### Antiagregantes plaquetários
- Aspirina
- Clopidogrel

#### Agentes trombolíticos
- Estreptoquinaseα

### Medicamentos para baixar os lípidos
- Sinvastatina[note 45]

## Dermatologia tópica

### Antifúngicos
- Miconazol
- Sulfeto de selénio
- Tiossulfato de sódio
- Terbinafina

### Anti-infecciosos
- Mupirocina
- Permanganato de potássio
- Sulfadiazina de prata

### Anti-inflamatórios e antipruriginosos
- Betametasona
- Calamina
- Hidrocortisona

### Medicamentos que modulam a proliferação e diferenciação da pele
- Peróxido de benzoílo
- Alcatrão de hulha
- Fluorouracil
- Podofilina
- Ácido salicílico
- Cremes com ureia

### Antiparasitários
- Benzoato de benzilo
- Permetrina

## Agentes de diagnóstico

### Oftalmológicos
- Fluoresceína
- Tropicamida

### Agentes de contraste
- Amidotrizoato
- Sulfato de bário
- Iohexol
- Iotroxato de megluminaα

## Desinfetantes e antissépticos

### Antissépticos
- Clorexidina
- Álcool
- Iodo
- Ácido acético
- Iodopovidona

### Desinfetantes
- Gel desinfetante à base de álcool
- Compostos à base de cloro
- Cloroxilenol
- Glutaral

## Diuréticos
- Amilorida
- Furosemida
- Hidroclorotiazida
- Manitol
- Espironolactona